# Charlie McGeoghegan
Charlie McGeoghegan (né le 29 juillet 1974 à Boston) est un homme politique canadien. Il représente la circonscription de Belfast-Murray River à l'Assemblée législative de l'Île-du-Prince-Édouard depuis l'élection partielle du lundi 15 octobre 2007 jusqu'à ce qu'il fut défait par la progressiste-conservatrice Darlene Compton lors de l'élection générale du lundi 4 mai 2015.